# Дворец фестивалей и конгрессов

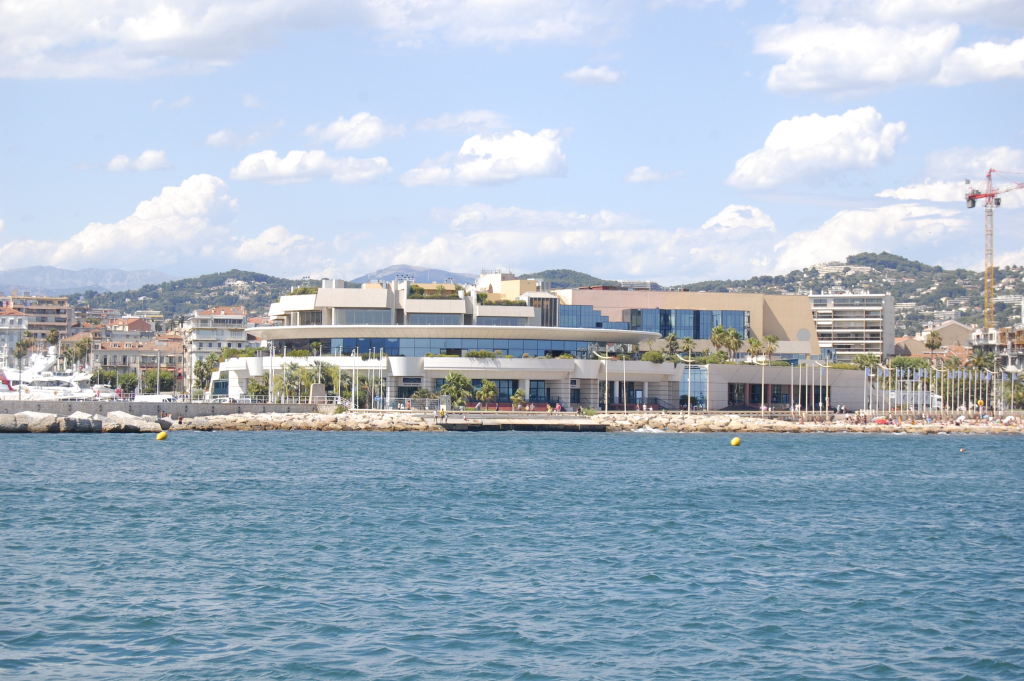
Дворец фестивалей и конгрессов

Дворец фестивалей и конгрессов (фр. Palais des Festivals et des Congrès) — место проведения Каннского кинофестиваля.
Первый дворец фестивалей был построен в 1949 году на набережной Круазет на месте здания навигационного кружка. Здесь теперь располагается дворец Стефани. В связи с растущей популярностью кинофестиваля в 1979 году в начале той же набережной для него было решено построить новое более вместительное здание. Спроектированный архитекторами Bennett & Druet, дворец заменил собой бывшее муниципальное казино и был открыт в 1982 году. Общая площадь нового дворца составляет сейчас после ряда достроек около 28 000 кв. м.
Дважды во Дворце проходил конкурс песен «Евровидение» (1959 и 1961).